# John Keats
John Keats (London, 31. listopada 1795. – Rim, 23. veljače 1821.), engleski pjesnik, jedna od vodećih figura romantizma.

## Životopis
Rodio se u londonskoj ulici Mooregate br. 85 gdje mu je otac radio kao konjušar. Živio je sretno do svoje sedme godine života. Otac mu je umro od frakture lubanje nastale padom s konja. Majka mu se ubrzo preudala, ali i napustila novog supruga te se sa svoje četvero djece (sin je umro kao malo dijete) preselila njegovoj baki. Ubrzo mu je majku ubila tuberkuloza.
Baki su na skrb ostala djeca. Ona je imenovala dva čuvara da čuvaju njene nove "dužnosti". Ti čuvari su mladog Keatsa ispisali iz škole koju je volio i koja mu je usadila ljubav za književnost, i poslali ga da bude šegrt liječnika. Njemu se ta zamisao nije svidjela pa je nakon tučnjave sa svojim gospodarom, napustio naukovanje da bi postao student u lokalnoj bolnici. Tada se posvećuje književnom radu. Njegova djela kritika nikad nije voljela, iako je takvo mišljenje bilo odraz politike, a ne estetike.
Brat Tom umire mu od TBC-a, a i sam Keats pokazuje znakove bolesti. Od rujna 1818. do rujna 1819. traje Keatsovo najplodinje stvaralačko razdoblje. U toj godini dana napisao je najveći dio svojih djela koja je kritika pohvalila.
Bio je u Škotskoj i Irskoj, ali se prerano vratio zbog narušenog zdravlja. Fanny Brawne je žena u koju se zaljubio, ali koja ga je unesrećila. Po savjetu doktora o promijeni klime, uz svog prijatelja ide u Rim. Uselio se u kuću kraj Španjolskih stuba, i tu su se o njemu brinuli prijatelj Joseph Severn i doktor John Clark. Pomoći nije bilo. Iako je tuberkuloza tada bila neizlječiva bolest, Percy Bysshe Shelley i George Gordon Byron vjerovali su da je Keatsa dotukla kritika objavljena u časopisu Quarterly Review.Njemu u spomen i čast, Shelley je napisao i pjesmu Adonais.
Umro je na Severnovim rukama sa samo 26 godina. Pokopan je na protestantskom groblju u Rimu. Na nadgrobnom spomeniku mu stoji natpis:"Ovdje leži onaj čije je ime zapisano u vodi". Ime mu nije na spomeniku. Oscar Wilde mu se divio smatravši ga kraljem.

## Djela
Književni interes javio se kod Keatsa vrlo rano. Već u petnaestoj je godini prevodio Eneidu i privatno studirao klasične autore. U samo pet godina, od 1816. do 1821. godine, stvorio je cijelo svoje književno djelo: nekoliko velikih oda, mnogobrojne sonete, pripovijesti u stihu (Lamia, Isabella, Uoči Sv. Agneze - The Eve of St. Agnes, La Belle Dame sans Merci), lirske pjesme i drame. Jedan od najvećih engleskih romantičara, Keats je nedvojbeno najsenzualniji: njegovi su stihovi "raskoš zvukova, boja, mirisa". Zaljubljen u svijet klasike, pisao je i poeme na mitske motive, poput Endimion (Endymion, 1818.), te nedovršene Hiperion (Hyperion) i Hiperionov pad (The Fall of Hyperion). Poklonik je vječne ljepote ("Ono što je lijepo vječna je radost" - "A thing of beauty is a joy for ever"), sve do tvrdnje o istovjetnosti ljepote i istine, ali je uvijek svjestan odmaka umjetnosti od života. Pisao je pod utjecajem elizabetinaca i Johna Miltona, a svojim je najsavršenijim odama Oda slavuju (Ode to a Nightingale, 1819.), Oda grčkoj urni (Ode to a Grecian Urn, 1819.) i Jeseni (To Autumn, 1819.) utjecao na mnoge engleske pjesnike sve do modernih. Jedinstvena u izrazu estetskoga senzualizma, Keatsova se lirika odlikuje iznimno užarenom maštom i bogatstvom pjesničkih slika.
U Hampsteadu i u Rimu postoje memorijalni muzeji posvećeni Keatsu. Godine 2009. Jane Campion snimila je film Bright Star o Keatsovom životu.

## Vanjske poveznice

### Sestrinski projekti
|  | Zajednički poslužitelj ima još gradiva o temi John Keats |

### Mrežna mjesta
- john-keats.com, stranica o Keatsu (engl.)